# Жовтозілля липке
Жовтозі́лля липке́, жовтозі́лля липу́че (Senecio viscosus) — вид рослин з родини айстрових, поширений у західній і середній Європі, Туреччині, Вірменії та Грузії.

## Опис
Однорічна трав'яниста рослина 15–50 см заввишки, щільно вкрита залозистими волосками. Листки перисто-роздільні, з  довгастими зубчастими частками. Кошики в нещільній щиткоподібній волоті, дзвонові-циліндричні. Зовнішні листочкові обгортки в 2–3 рази коротші від внутрішніх і тільки біля верхівки пофарбовані. Сім'янки голі. Листи черешкові; листові пластинки від оберненояйцеподібних до довгастих, 2–7 × 1.5–4 см; крайні поля хвилеподібні або зубчасті (дистальні листки сидячі, менші). Квіткових голів (1) 3–8 (30). Квіти жовті. 2n = 40. .

## Поширення
Поширений у західній і середній Європі, Туреччині, Вірменії, Грузії; натуралізований у пд. Канаді, Сен-П'єр і Мікелоні, пн.-сх. США, Данії, Фінляндії, Ірландії, Норвегії, Швеції.
В Україні вид зростає в піщаних місцях; занесена рослина — в Закарпатській обл. (Ужгород, Чоп, Виноградів), на Правобережному Поліссі (Київська обл., Києво-Святошинський р-н, м Ірпінь; Бориспільський р-н, с. Бортничі, біля залізниці).

## Галерея

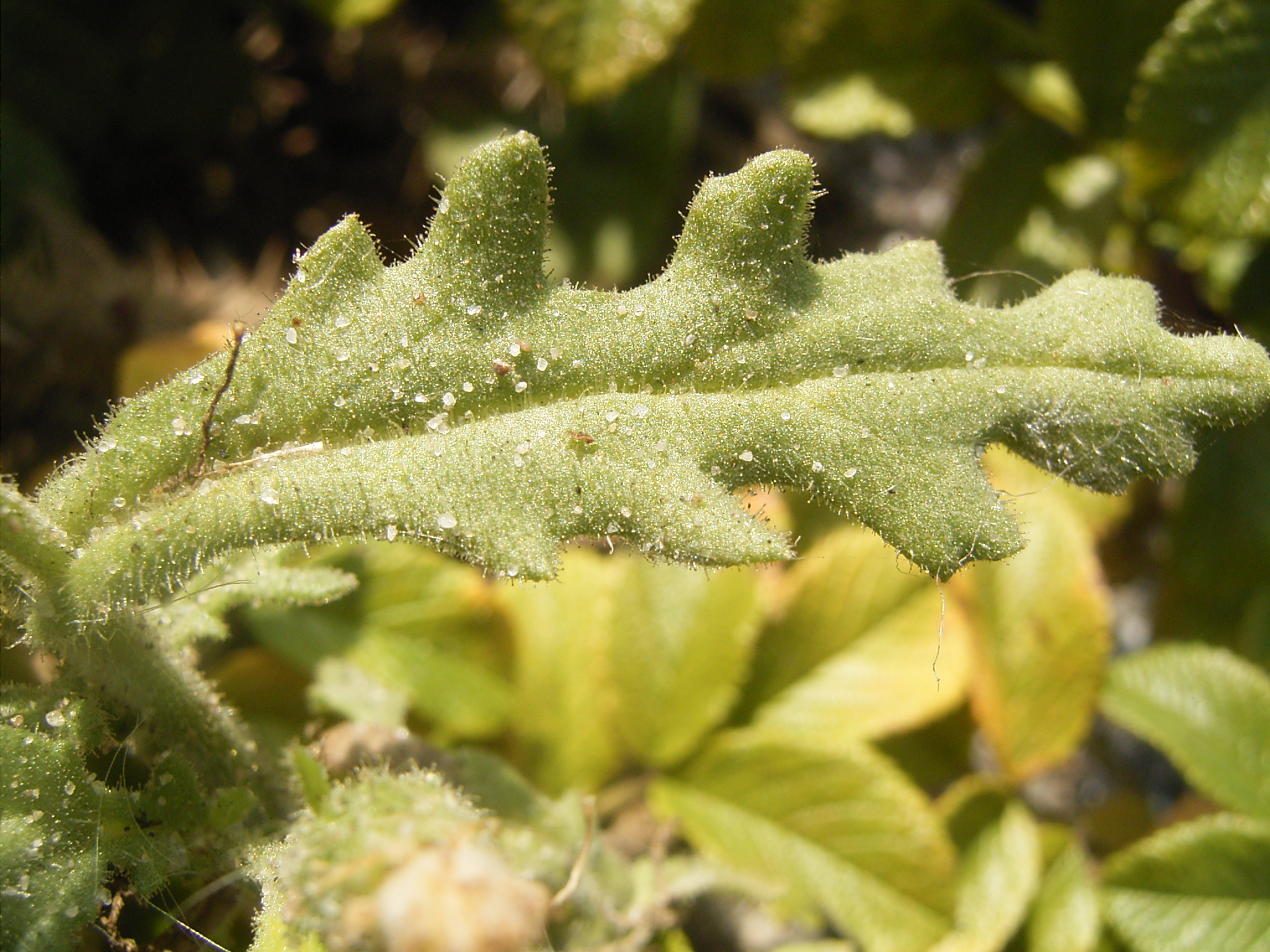
листок
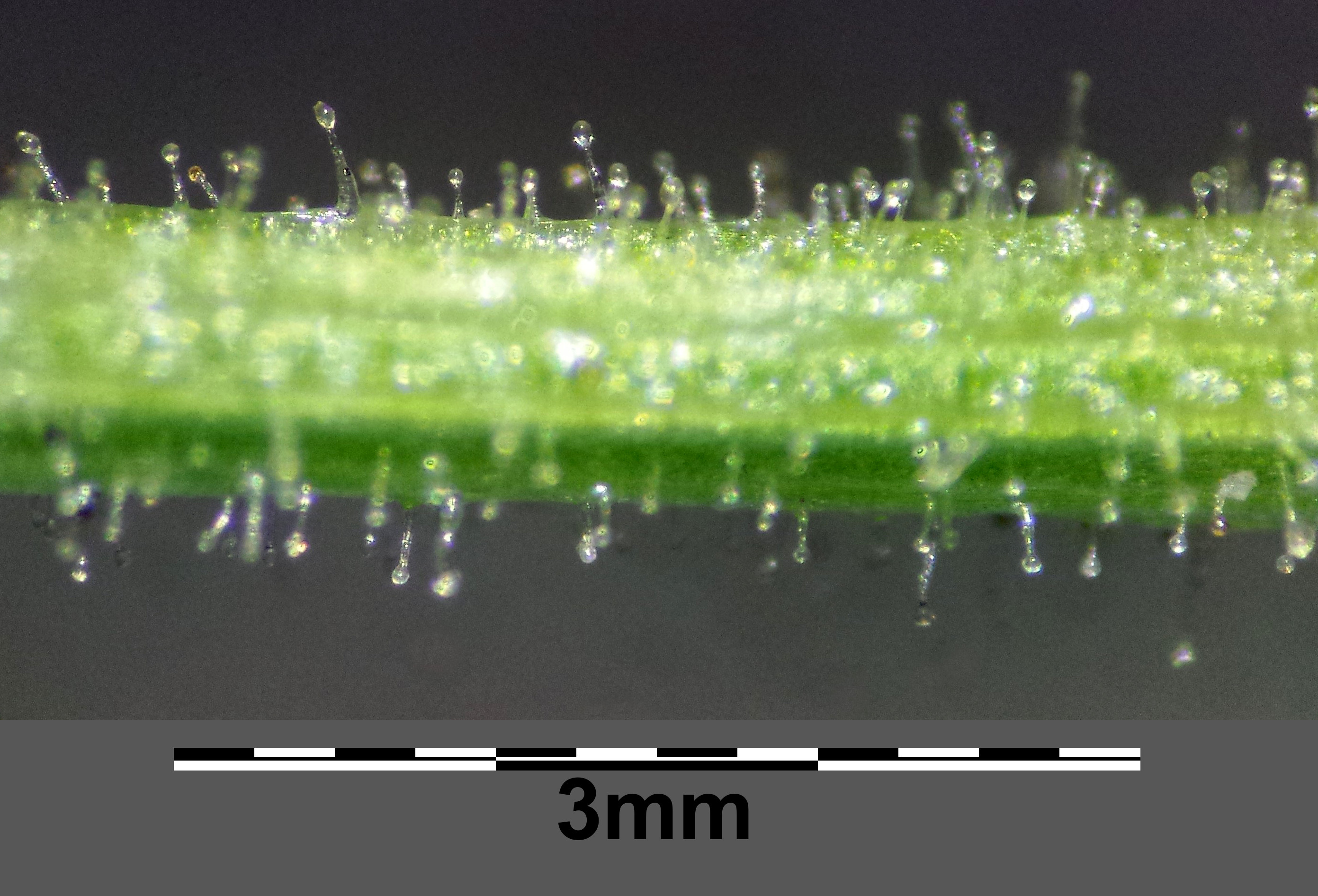
стебло густо залозисте
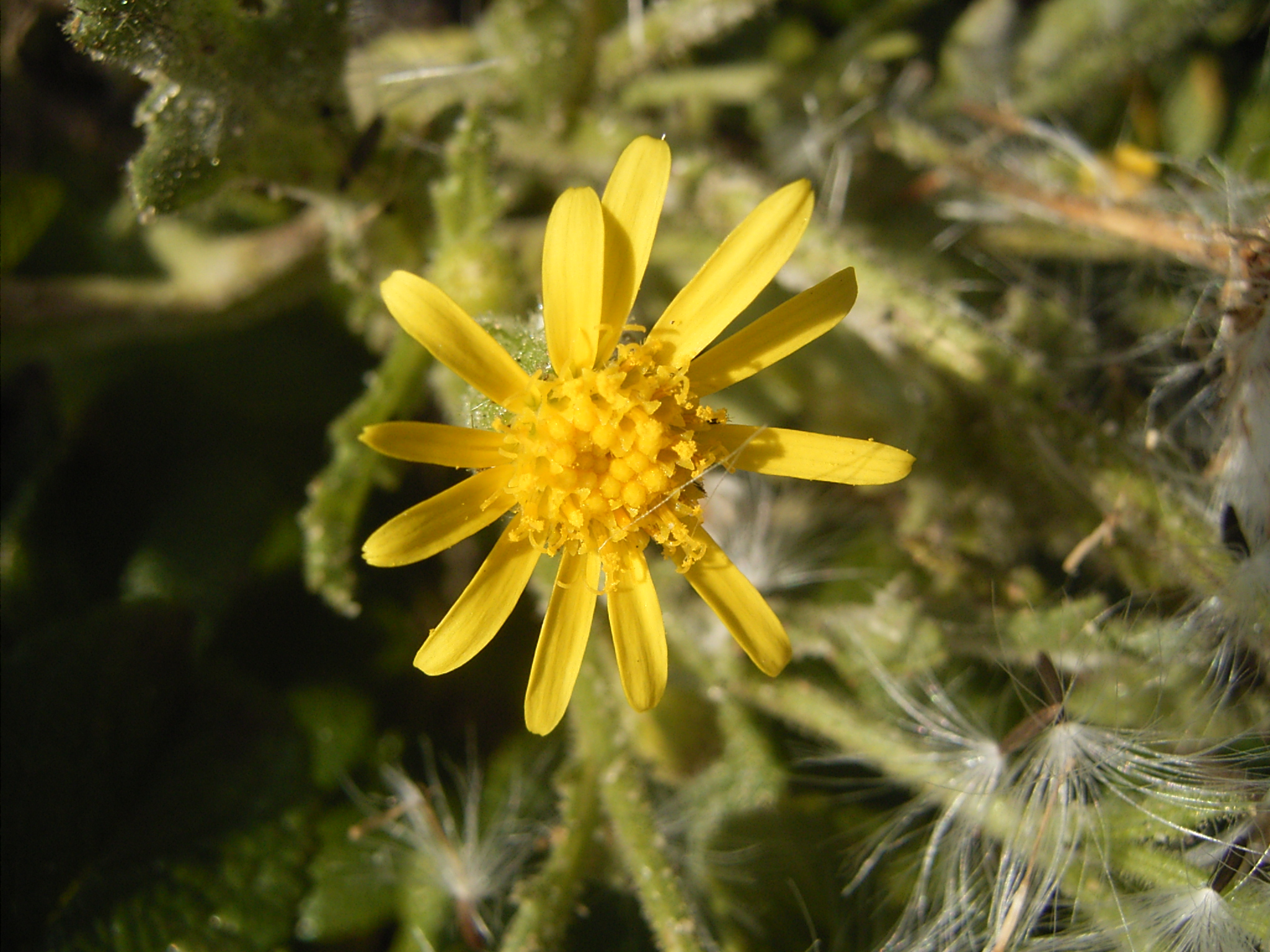
квіткова голова
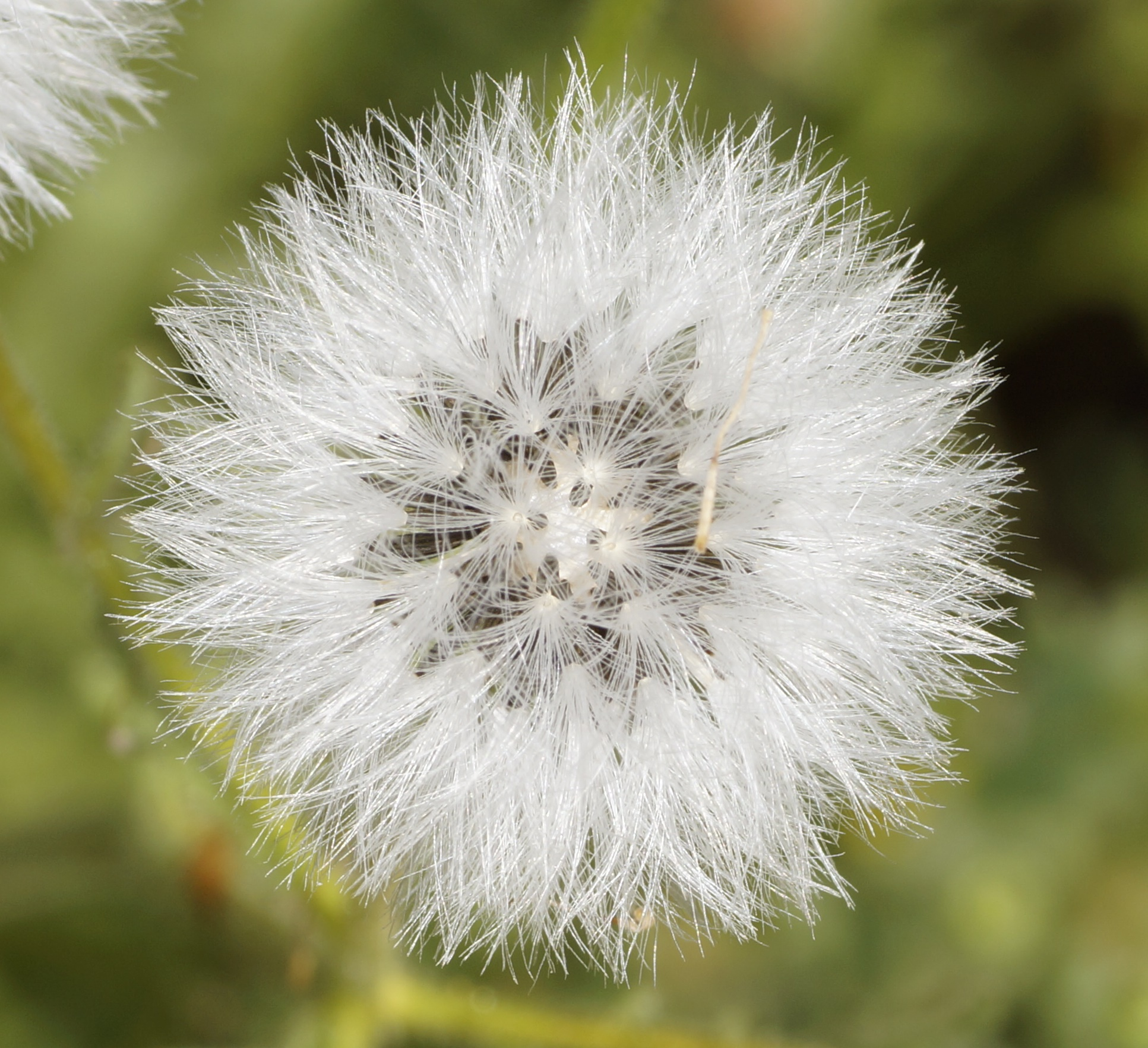
супліддя
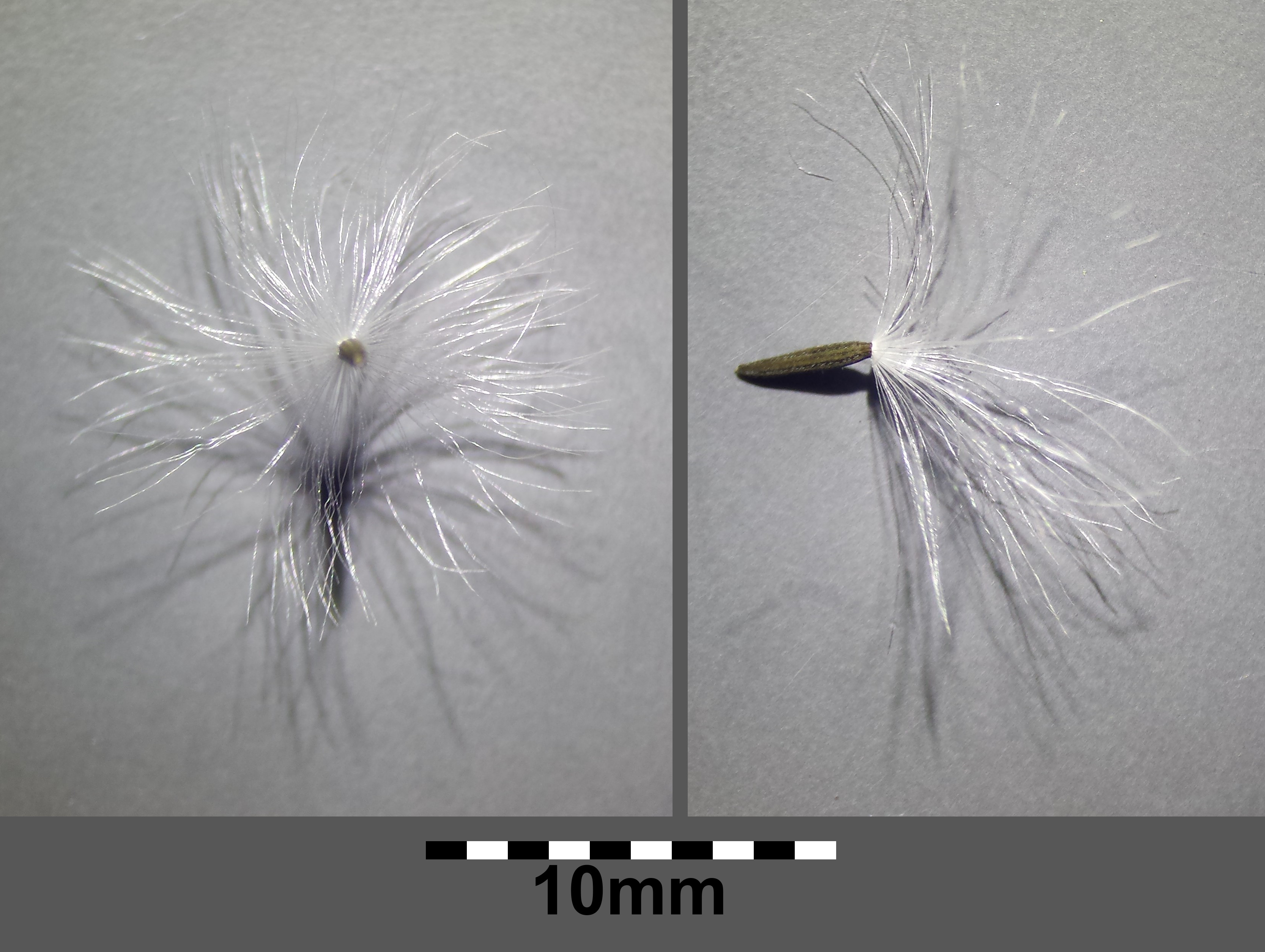
плоди з папусами
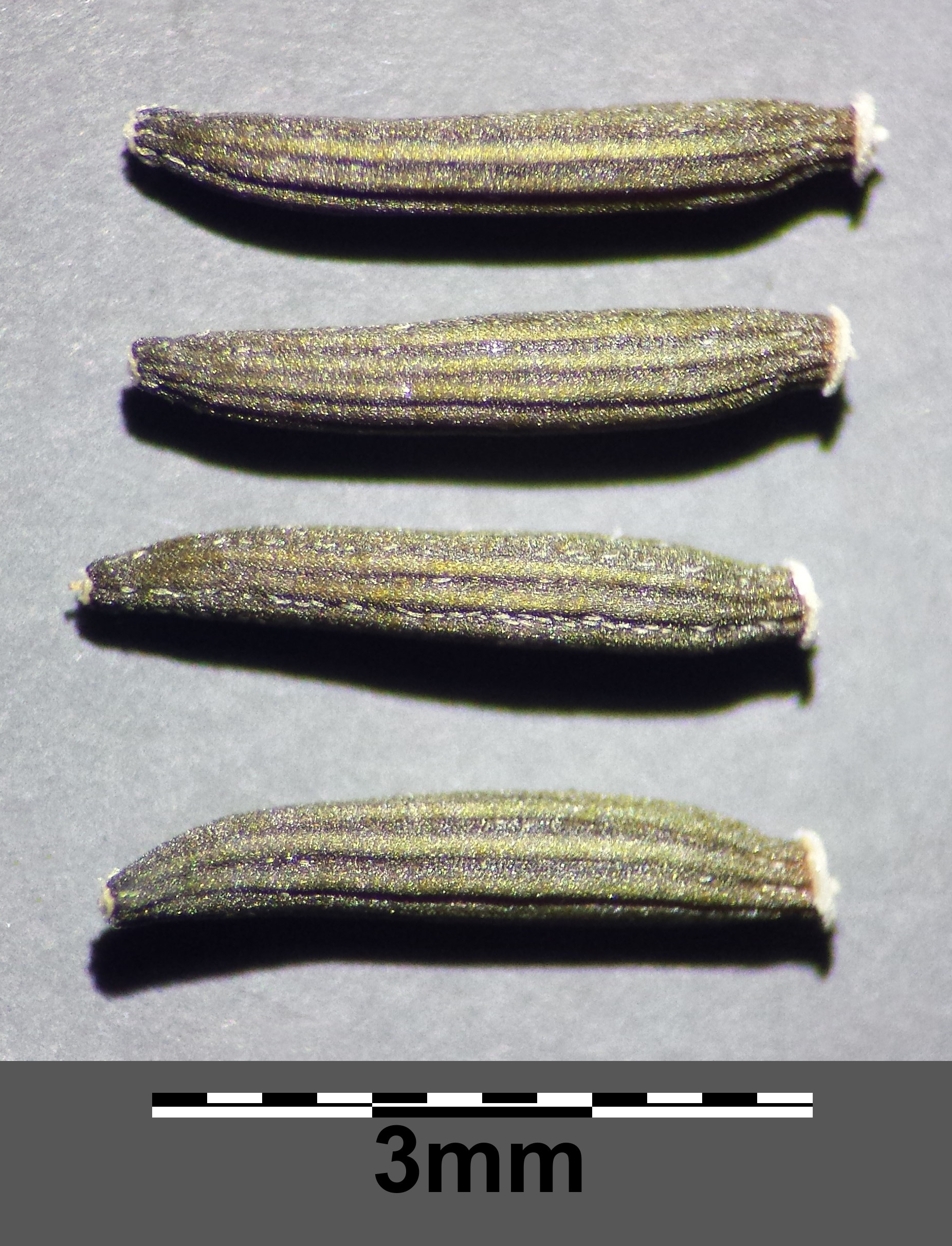
плоди (сім'янки) майже голі
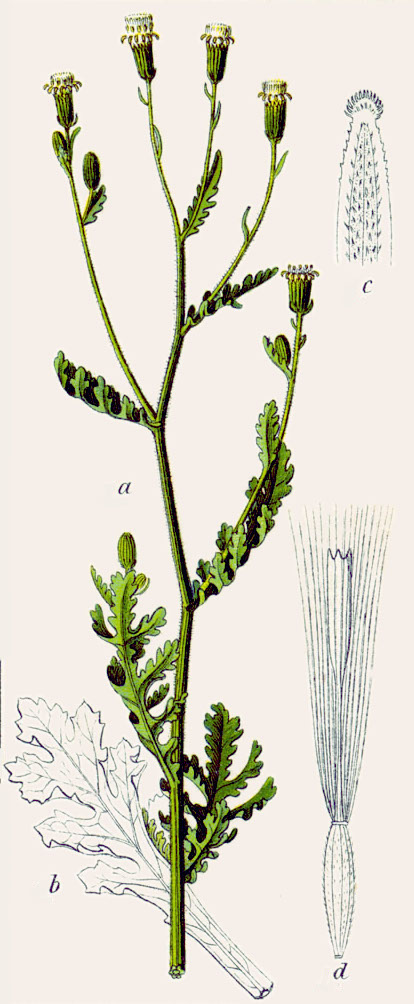
ілюстрація